# Емма Орці
Баронеса Емма Орці або Еммушка Орці, (неправильні варіанти транскрипції: Орчі, Еммуска Ортсі; (23 вересня 1865 або 27 вересня 1865 , Tarnaörsd, Угорське королівство  — 12 листопада 1947 , Генлі-он-Темзd, Велика Британія )) — британська романістка угорського походження, авторка роману «Червоний Першоцвіт» (першого «героя в масці»), драматург та художник. Її «Леді Моллі зі Скотланд-Ярду» стала першою жінкою-детективом як головний герой.

## Біографія
Емма Орці народилася 1865 року в Тарнаерш в Угорщині у сім'ї барона Фелікса Орці (Baron Felix Orczy) та матері — графині Емми Восс (Emma Woss). Її батько був композитором і виконавцем, серед його друзів були Вагнер, Ліст, Гуно. Побоюючись селянських повстань, сімейство Орці в 1868 року переїхало спочатку до Брюсселя, а потім до Парижа, де Емма навчалася у монастирських школах. Коли сім'я Орці в 1880 році переїхала до Лондона, Емма продовжила своє навчання спочатку в Лондонській Школі мистецтв, потім в Академії, де і познайомилася з майбутнім чоловіком — студентом-графіком Генрі Джорджем Монтегю Маклеан Барстоу (Montagu Barstow), сином священика. Декілька її картин були виставлені в Королівській Академії (Royal Academy) у Лондоні.
1894 році Емма вийшла заміж за Монтегю Барстоу, разом з яким працювала над ілюстраціями книг і журналів і видала збірку угорських казок (Old Hungarian Fairy Tales, 1885). На рубежі століть сім'я барона повертається до Угорщини, але місіс Монтегю Барстоу, уроджена баронеса Орці, залишається у Лондоні, де разом із чоловіком оформляє дитячі книжки. У 1895 року в «Royal Magazine» з'являється кілька коротеньких дитячих історій під загальною назвою «Juliette», написаних та ілюстрованих молодим подружжям. 25 лютого 1899 року у них народжується син Джон (John Montague Orczy-Barstow, став письменником, друкувався під псевдонімом John Blakeney).

## Творчість
Як письменниця Емма стала відомою після літературного твору «Scarlet pimpernel», написаного у співавторстві з чоловіком. У серпні 1903 року в Ноттінгемі п'єса була поставлена та мала бурхливий успіх. П'єса не сходила зі сцени до 1905 року. Так розпочалася тріумфальна хода «Scarlet Pimpernel» Європою.
Її оповідання з'являлися в різних часописах, і в 1905 році вийшла перша збірка — «Справа міс Елліот». Головний серійний герой баронеси Орці — детектив-аматор Біл Оуен на прізвисько «Старий у кутку» (The Old Man In the Corner, 1909) — розкривав злочини, не полишаючи крісла за облюбованим кутовим столиком у чайному магазині на Стренді. Пізніше цей детективний метод візьметься на озброєння декількома літературними персонажами, найвідоміший з них — Ніро Вульф Рекса Стаута . Іншими постійними персонажами були адвокат Патрік Малліган (Skin O'My Tooth, 1928) та детектив-професіонал леді Моллі Робінсон-Кірк зі Скотленд-Ярду (Lady Molly of Scotland Yard, 1910), вперше в історії детективного жанру — жінка в ролі детективу.
Доходи від літературної діяльності дозволили сім'ї баронеси придбати 1918 року особняк у Ніцці, де вони прожили довгі роки, в тому числі і під час Другої світової війни. 1942 року вмирає чоловік Емми. Вона повертається до Англії у 1945 році.
Баронесса Орці була плідним автором протягом усього життя і продовжувала писати до глибокої старості. Її автобіографія «Ланки у ланцюгу життя» вийшла незадовго до її смерті 12 листопада 1947 року.

## Літературна творчість

### Переклади
- Старі угорські казки (1895) перекладач з Монтегю Барстоу
- Улетка і біла ящірка, том 1 серії казок «Королева Маб» (1895), перекладач з Монтегю Барстоу
- Зачарований кіт, том 2 «Серії казок королеви Маб» 1895) перекладач з Монтегю Барстоу
- Краса казкової країни, том 3 серії казок «Королева Маб» (1895), перекладач з Монтегю Барстоу

### П'єси
- «Червоний Пімпернель» (1903) з Монтегю Барстоу у ролі «Орчі-Барстоу»
- Гріх Вільяма Джексона (1906) з Монтегю Барстоу
- Бо Парча (1908) з Монтегю Барстоу. Написано в 1905 році
- «Батаг». З Монтегю Барстоу
- Пари герцога (1911)
- Орден Почесного легіону (1918), адаптований із «Снопа дзвіночків».

### Збірки оповідань
Серія «Людина в кутку».
- Справа міс Елліот (1905)
- Старий у кутку (1909)
- Розплутані вузли (1925)

Серія «Scarlet Pimpernel»
- Ліга Червоного Пімпернела (1919)
- Пригоди Червоного Пімпернела (1929)

Інші книги оповідань
- Леді Моллі зі Скотланд-Ярду (1910)
- Людина в сірому (1918)
- Повітряні замки (1921)
- Шкіра мого зуба (1928)

### Романи
- Імператорські свічники (1899)
- Правління Марії (1901), пізніше «Заплутаний моток» (1907)
- Скарлет Пімпернель (1905) (The Scarlet Pimpernel)
- Улюбленими богами (1905), пізніше вийшов у США як «Ворота Камта» (1907)
- Син народу (1906)
- Я відплачу (1906) (Червоний Пімпернель)
- «Заплутаний моток»
- Парча Бо (1907)
- The Elusive Pimpernel (1908) (The Scarlet Pimpernel)
- Гніздо горобця (1909). Серіал, The Imp Magazine, 1909
- Уряд спідниці (1910). Серіал опубліковано в The Queen Newspaper, 1909, і раніше вийшов як «Правитель принців» (1909), також знаний як «Правило нижньої спідниці» (1910)
- Справжня жінка (1911)
- Добрі патріоти (1912)
- Пожежа на стерні (1912). Серіал, Джон Бул, 1911
- Луговий (1912). Серіал, The Queen Newspaper, 1912
- Ельдорадо (1913) (Червоний Пімпернель)
- До Цезаря (1914). Серіал «Жінка вдома», 1913
- Кавалер, що сміється (1914) (Червоний Пімпернель)
- Рівнинна наречена (1915)
- Бронзовий орел (1915)
- Шкіряне обличчя (1916)
- Дружина лорда Тоні (1917) (Червоний Пімпернель)
- Сніп дзвіночків (1917)
- Квітка лілії (1918)
- Кохана Його Величності (1919)
- Перший сер Персі (1921) (Червоний Пімпернель)
- Тріумф Скарлет Пімпернел (1922) (The Scarlet Pimpernel)
- Ніколет: Повість Старого Провансу (1922)
- Шановний Джим (1924)
- Пімпернел і Розмарі (1924) (Червоний Пімпернел)
- Les Beaux et les Dandys de Grand Siècles en Angleterre (1924)
- Скупий з долини Майда (1925)
- Питання спокуси (1925)
- Небесне місто (1926)
- Сер Персі відбивається (1927) (Червоний Пімпернель)
- Блакитні очі і сірі (1928)
- Марівоса (1930)
- Радісна пригода (1932)
- Дитина революції (1932) (Червоний Пімпернель)
- Скарлет Пімпернель дивиться на світ (1933) (The Scarlet Pimpernel)
- Шлях Скарлет Пімпернел (1933) (The Scarlet Pimpernel)
- Шпигун Наполеона (1934)
- Некоронований король (1935)
- Бурхлива герцогиня (1935)
- Сер Персі очолює гурт (1936) (The Scarlet Pimpernel)
- Божественна дурість (1937)
- Немає більшої любові (1938)
- Mam'zelle Guillotine (1940) (The Scarlet Pimpernel)
- Гордість раси (1942)
- The Will-O'-The-Wisp (1947)

### Оповідання
- Вбивство в журналі Saltash Woods Windsor, червень 1903 р. (Skin o’ My Tooth)
- Справа польського принца Віндзорського журналу, липень 1903 р. (Skin o’ My Tooth)
- Справа майора Гібсона Віндзора, серпень 1903 року (Skin o’ My Tooth)
- The Duffield Peerage Case Windsor Magazine, вересень 1903 р. (Skin o’ My Tooth)
- Справа місіс Норріс Віндзор, жовтень 1903 року (Skin o’ My Tooth)
- The Murton-Braby Murder Windsor Magazine, листопад 1903 (Skin o’ My Tooth)
- The Traitor Cassell's Magazine of Fiction, травень 1912. Зібрано в Лізі Скарлет Пімпернел (The Scarlet Pimpernel)
- Подарункова книга принцеси Марії, 1914 р. Зібрані в Лізі Червоного Пімпернеля (The Scarlet Pimpernel)
- A Fine Bit of Work.
- На вулиці Монж (1931) (Червоний Пімпернель)

### Інші видання
- Збірка з чотирьох романів «Скарлет Пімпернель тощо» (1930).
- Збірка «Галантний Пімпернел» (1939) із чотирьох романів
- Збірка з чотирьох романів «Омнібус Скарлет Пімпернель» (1957).

### Нехудожня література
- «Якби я був мільйонером». Молода жінка, серпень 1909 року
- Ланки в ланцюзі життя (автобіографія, 1947)